# Napoleonaea vogelii
Napoleonaea vogelii là một loài thực vật có hoa trong họ Lecythidaceae. Loài này được Hook. & Planch. mô tả khoa học đầu tiên năm 1848.